# Nemzeti Bajnokság II
De Nemzeti Bajnokság II is het tweede niveau van het voetbal in Hongarije.

## Geschiedenis
Sinds het seizoen 2004/05 bestond de competitie uit twee poules (oost en west) waarvan de beide kampioenen promoveren naar de Nemzeti Bajnokság I en de onderste drie ploegen degraderen naar de NB III. Vanaf het seizoen 2013/14 is er weer één competitie waaruit de bovenste twee promoveren en de onderste drie degraderen. In 2023/24 degradeerden er vier clubs naar het derde niveau waardoor de competitie terugging naar zestien clubs. Sinds 2024/25 degraderen de nummers 15 en 16 direct en promoveren de nummers 1 en 2 direct.
In het seizoen van 2022/23 werd DVTK kampioen. Dit behaalde de club vier speelronden voor het einde van het seizoen.

## Kampioenen
- 2025: Kisvárda FC
- 2024: Nyíregyháza Spartacus
- 2023: DVTK
- 2022: Vasas
- 2021: Debrecen VSC
- 2020: MTK Boedapest
- 2019: Zalaegerszegi TE
- 2018: MTK Boedapest
- 2017: Puskás Akadémia FC
- 2016: Gyirmót FC Győr
- 2015: Vasas SC Boedapest
- 2014: Nyíregyháza Spartacus
- 2013: Mezőkövesd-Zsóry SE (oost) en Puskás Akadémia FC (west)
- 2012: Egri FC (oost) en MTK Boedapest (west)
- 2011: Diósgyőri VTK (oost) en Pécsi Mecsek FC (west)
- 2010: Szolnoki MÁV FC (oost) en Gyirmót SE (west)
- 2009: Ferencvárosi TC (oost) en Gyirmót SE (west)
- 2008: Kecskeméti TE (oost) en Szombathelyi Haladás (west)
- 2007: Nyíregyháza (oost) en BFC Siófok (west)
- 2006: Dunakanyar-Vác FC (oost) en Paksi SE (west)
- 2005: FC Tatabánya
- 2004: Budapest Honvéd FC
- 2003: Pécs
- 2002: Celldömölki VSE

Ajka ·
Békécsaba ·
Budafoki ·
BVSC ·
Csákvár ·
Gyirmót ·
Honvéd ·
Kazincbarcika ·
Kisvárda ·
Kozármisleny SE ·
Mezőkövesd-Zsóry ·
Soroksár ·
Szeged ·
Szentlőrinci ·
Tatabánya ·
Vasas
Albanië · 
Andorra · 
Armenië · 
Azerbeidzjan · 
België (tot 2016 / vanaf 2016) ·
Bhutan ·
Bosnië-Herzegovina (BiH) · 
Bosnië-Herzegovina (RS) · 
Bulgarije · 
Curaçao · 
Cyprus · 
Denemarken · 
Duitsland · 
Engeland · 
Estland · 
Faeröer · 
Finland · 
Frankrijk · 
Georgië · 
Gibraltar · 
Griekenland · 
Hongarije · 
Ierland · 
IJsland · 
Israël · 
Italië · 
Kazachstan · 
Kosovo · 
Kroatië · 
Letland · 
Litouwen · 
Luxemburg · 
Malta · 
Moldavië · 
Montenegro · 
Nederland · 
Noord-Ierland · 
Noord-Macedonië · 
Noorwegen · 
Oekraïne · 
Oostenrijk · 
Polen · 
Portugal · 
Roemenië · 
Rusland · 
Schotland · 
Servië · 
Servië en Montenegro (FR Joegoslavië) ·
Slovenië · 
Slowakije · 
Sovjet-Unie · 
Spanje · 
Tsjechië · 
Tsjecho-Slowakije ·
Turkije · 
Turkse Republiek Noord-Cyprus · 
Wales (Noord) · 
Wales (Zuid) · 
Wit-Rusland · 
Zweden · 
Zwitserland